# Richard Nelson Coe
Richard Nelson Coe (* 1923; † 1987) war ein britischer Romanist  und Literaturwissenschaftler.

## Leben und Wirken
Coe besuchte die Repton School. Er studierte in Oxford, London, Paris und Leeds und promovierte 1954 an der University of Leeds mit der Arbeit Le philosophe Morelly. An examination of the political philosophy of his work, seen in relation to the general philosophical background of the Eighteenth Century  (erschienen in deutscher Übersetzung u. d. T. Morelly. Ein Rationalist auf dem Wege zum Sozialismus, Berlin 1961). Coe lehrte  an den Universitäten Leeds, von Queensland in Brisbane, Melbourne, Warwick und war zuletzt Professor für Französisch und Komparatistik an der University of California, Davis.
Werke, in Auswahl
1. Ionesco, Edinburgh 1961; Ionesco. A study of his plays, London 1971
2. Beckett, Edinburgh/London 1964
3. The Vision of Jean Genet, New York 1968
4. When the grass was taller. Autobiography and experience of childhood, New Haven/London 1984 (betreffend 600 internationale Kindheitsberichte)
5. (Übersetzer) Stendhal, Life of Rossini, London 1970, Oxford 2008